# Evropský ústav práva a soudního inženýrství
Evropský ústav práva a soudního inženýrství (EUPSI) je vzdělávací instituce zaměřená na profesní přípravu odborníků z řad justice (advokátů, soudců, státních zástupců, soudních znalců), Policie ČR, Vězeňské služby ČR, Probační a mediační služby aj. Studium je zaměřeno na celoživotní vzdělávání. Sídlem ústavu je Hodonín, kde také spolu s Prahou a Stráží pod Ralskem probíhá výuka. Kromě vzdělávací činnosti EUPSI také nabízí právní poradenství pro občany Jihomoravského kraje.

## Spolupráce
EUPSI je mezinárodní společnost, spolupracující zejména s odborníky ze Slovenska a Polska.[zdroj?] Je smluvním partnerem Vězeňské služby ČR, spolupracuje s Akadémií Policajného zboru v Bratislavě, Policejním prezidiem ČR, Kriminalistickým a expertíznym ústavom Policajného zboru SR, ministerstvy spravedlnosti ČR a SR, právnickými fakultami Masarykovy Univerzity v Brně, Karlovy Univerzity v Praze, Univerzity Komenského v Bratislavě aj.

## Studijní obory
Pro své posluchače otvírá studijní obory:
- Veřejná správa (MBA)
- Právo a právní věda (LL.B.)
- Kriminologie a penologie (LL.M.)
- Ochrana osob a majetku (LL.M.)
- Aplikovaná kriminalistika (LL.M.)
- Rodinné právo (LL.M.)

a dále LL.D, MSc. a DSc. programy.